# Großer Lauschangriff
Als Großer Lauschangriff oder kurz Lauschangriff werden in Deutschland, Österreich und der Schweiz umgangssprachlich akustische und optische Überwachungsmaßnahmen der Strafverfolgungsbehörden und Nachrichtendienste innerhalb des privaten Raums wie bspw. einer Privatwohnung bezeichnet.

## Deutschland
Schon zu Beginn der 1990er Jahre hatte die Bundesregierung versucht, den „Großen Lauschangriff“ einzuführen. Meist scheiterte dies an Bundesjustizministerin Sabine Leutheusser-Schnarrenberger (FDP). 1995 führte die FDP dazu eine Urabstimmung durch, bei der sich eine Mehrheit von 63,6 % für den Lauschangriff aussprach. Als Reaktion trat Leutheusser-Schnarrenberger von ihrem Amt zurück.
Die Grundlagen für den „Großen Lauschangriff“ wurden am 16. Januar 1998 vom Bundestag und am 6. Februar 1998 vom Bundesrat gelegt: Durch Einfügung der Absätze 3 bis 6 des Art. 13 Grundgesetz (GG) wurde die sogenannte akustische Wohnraumüberwachung zu Zwecken der Strafverfolgung ermöglicht (Abs. 3).
Die Gesetzesänderung war in Politik und Öffentlichkeit sehr umstritten. Eine von Journalisten am 7. Januar 1998 initiierte Kampagne gegen die geplante Überwachung ihrer Berufsgruppe führte zu einem plötzlichen Umschwung in der Medienberichterstattung, sodass kurz vor Verabschiedung des Gesetzes diese wieder in den Kreis der vom Lauschangriff ausgenommenen Gruppen aufgenommen wurde.
Vor allem Juristen ging der Eingriff in das Grundrecht auf Unverletzlichkeit der Wohnung zu weit. Von Kritikern wurde die Befürchtung geäußert, die Grundgesetzänderung sei der Beginn der Einrichtung eines Überwachungsstaates.
Die Ausführungsbestimmungen zu dem Gesetz mussten nach einer Entscheidung des Bundesverfassungsgerichts am 3. März 2004 geändert werden. Zwar erklärte das Gericht die Grundgesetzänderung für grundsätzlich verfassungskonform, die Ausführungsbestimmungen wurden jedoch als verfassungswidrig eingestuft. Mit dem „Gesetz zur Umsetzung des Urteils des Bundesverfassungsgerichts zur akustischen Wohnraumüberwachung“, das der Bundestag am 12. Mai 2005 mit den Stimmen der SPD und der Grünen verabschiedete, erhielt der Große Lauschangriff seine bis heute gültige Form.

### Begrifflichkeit
Im Rahmen des „Großen Lauschangriffs“ sind Polizei und Staatsanwaltschaft befugt, auch Wohnungen zu überwachen. Dies ist jedoch nur möglich, wenn zuvor auf Antrag der Staatsanwaltschaft diese Überwachung durch die Staatsschutzkammer, in Fällen des Vorliegens von Gefahr im Verzug auch durch den Vorsitzenden der Staatsschutzkammer, angeordnet wird (§ 100c i. V. m. § 100e Abs. 2 StPO).
Vom „Großen Lauschangriff“ ist der „Kleine Lauschangriff“ zu unterscheiden. Der „Kleine Lauschangriff“ bezieht sich nur auf Gespräche außerhalb von Wohnungen, also an öffentlichen Örtlichkeiten sowie auch in allgemein zugänglichen Büro- und Geschäftsräumen (§ 100f StPO). Wohnungen in diesem Sinne sind die Bereiche, die der Berechtigte der allgemeinen Zugänglichkeit entzogen und zur Stätte seines Lebens und Wirkens gemacht hat.
Der Begriff „Lauschangriff“ verbreitete sich nicht etwa über Kritiker solcher Maßnahmen, sondern über das nachrichtendienstliche und ministerielle Umfeld, als diese Maßnahme in den 1970er-Jahren erstmals genutzt wurde (→ Lauschaffäre Traube). Gleichwohl kann gleichbedeutend der Terminus „akustische Wohnraumüberwachung“ verwendet werden.
Oftmals wird es auch der langjährigen Comic-Übersetzerin Erika Fuchs zugeschrieben, den Begriff „Lauschangriff“ in den deutschen Sprachgebrauch eingeführt zu haben, indem sie ihn in der deutschen Übersetzung in eine Geschichte eingebunden hat. Konkret geht es dabei um die Geschichte „Werwolf des Nordens“, die durch den Comicautor Carl Barks geschrieben und durch Tony Strobl gezeichnet wurde und in den USA erstmals 1968 erschien. Dies ist jedoch ein viel verbreiteter Irrtum, da die Geschichte erst im Jahr 2015 erstmals, mit der Veröffentlichung im Donald Duck Sonderheft, Ausgabe Nr. 333, im deutschsprachigen Raum zugänglich gemacht wurde. Die Übersetzung dort lieferte der Übersetzer Joachim Stahl. Es gibt zwar auch noch ein Remake der Geschichte, die unter dem Titel „Die Werwolf-Mine“, ebenfalls in einem Donald Duck Sonderheft, in der Ausgabe Nr. 170 (November 2000), veröffentlicht wurde, die allerdings erst im Jahr 1999 durch den Zeichner Daan Jippes auf Grundlage des Skripts von Carl Barks gezeichnet wurde.
Von der von Daan Jippes gezeichneten Version der Geschichte erschien im Jahr 2001 eine weitere Variante unter dem Titel „Irrungen und Wirrungen mit einem Werwolf“, die von Erika Fuchs übersetzt wurde und in welcher Donald Duck tatsächlich der „Lauschangriff“ in den Mund gelegt wurde. Allerdings war da der Begriff „Lauschangriff“ im deutschen Sprachraum bereits seit Jahrzehnten gebräuchlich und keine Unbekannte mehr.

### Eingriffsumfang
Die Gesetzesänderung ermöglicht den Einsatz der akustischen Wohnraumüberwachung für den Bereich der Strafverfolgung; außerdem wurde die bereits in der alten Fassung des Art. 13 GG enthaltene Möglichkeit der Wohnraumüberwachung zu Zwecken der Gefahrenabwehr modifiziert (Absätze 4 bis 6). Die einfachgesetzlichen Umsetzung erfolgte durch das Gesetz zur Verbesserung der Bekämpfung der Organisierten Kriminalität, durch das die maßgeblichen §§ 100c, 100d, 101f sowie 101 StPO eingefügt bzw. geändert wurden.
Die Voraussetzungen der akustischen Wohnraumüberwachung sind in § 100c Abs. 1 StPO geregelt. Zusätzliche Voraussetzungen gelten nach Abs. 3 der Vorschrift, wenn die Überwachung in Räumen Dritter durchgeführt werden soll.
Nach der Rechtsprechung des Bundesverfassungsgerichts muss die Überwachung in Situationen unterbleiben, in denen Anhaltspunkte bestehen, dass die Menschenwürde (Art. 1 GG) durch die Maßnahme verletzt wird. Demzufolge bestimmt § 100d Abs. 2 StPO, dass Äußerungen, die dem Kernbereich privater Lebensgestaltung zuzurechnen sind, nicht erfasst werden dürfen. Im Rahmen einer sogenannten „negativen Kernbereichsprognose“ ist dies vor Anordnung der Maßnahme schon vom zuständigen Gericht zu prüfen. Führt dennoch die Überwachung unerwartet zur Erhebung von absolut geschützten Informationen, muss sie abgebrochen werden und die Aufzeichnungen sind unverzüglich zu löschen (§ 100d Abs. 4 StPO). Erkenntnisse über solche Äußerungen dürfen nicht verwendet werden (§ 100d Abs. 2 StPO). Das Risiko, solche Daten zu erfassen, besteht typischerweise beim Abhören von Gesprächen mit engsten Familienangehörigen, sonstigen engsten Vertrauten und Personen, zu denen ein besonderes Vertrauensverhältnis besteht. Bei diesem Personenkreis dürfen laut Bundesverfassungsgericht Überwachungsmaßnahmen nur ergriffen werden, wenn konkrete Anhaltspunkte dafür bestehen, dass die Gesprächsinhalte zwischen dem Beschuldigten und diesen Personen keinen absoluten Schutz erfordern, so bei einer Tatbeteiligung der das Gespräch führenden Personen.
Ein im Juli 2004 vom Bundesjustizministerium vorgelegter Referentenentwurf zur Änderung des Gesetzes sah vor, dass diese Ausnahmeregelungen auf Strafverteidiger und Rechtsanwälte beschränkt werden sollten. Daneben sollte der „Große Lauschangriff“, den Maßgaben des Bundesverfassungsgerichts folgend, nur noch bei schweren Straftaten wie Mord und Totschlag Anwendung finden.
Gegen diesen Entwurf wurde von Interessenvertretern der vom Schutzentzug bedrohten Berufsgruppen, von nahezu allen deutschen Datenschutzbeauftragten, von Teilen der Presse und von den Grünen massive Kritik geäußert, da der Entwurf wesentliche Aspekte des Urteils des Bundesverfassungsgerichts (s. weiter unten) ignorierte oder gar ins Gegenteil verkehrte. Bundesjustizministerin Brigitte Zypries zog den Entwurf daraufhin bereits nach wenigen Tagen wieder zurück.
Im Mai 2005 verabschiedeten SPD und Grüne im Bundestag schließlich das „Gesetz zur Umsetzung des Urteils des Bundesverfassungsgerichts zur akustischen Wohnraumüberwachung“. Das Gesetz enthält kein absolutes Überwachungsverbot für Gespräche im privaten Bereich, sondern statuiert vielmehr eine allgemeine Eingriffsbefugnis und nennt die Bedingungen, wann abgehört werden darf. Nicht übernommen wurde das in der Entscheidung des Bundesverfassungsgerichts vom 3. März 2004 (siehe weiter unten) aufgestellte Erfordernis, dass die Verwendung einer Aufnahme einer gerichtlichen Überprüfung bedarf.

### Entscheidung des Bundesverfassungsgerichts

#### Grundlinien der Entscheidung
Am 3. März 2004 entschied das Bundesverfassungsgericht auf die Verfassungsbeschwerde unter anderem von Sabine Leutheusser-Schnarrenberger, Gerhart Baum und Burkhard Hirsch hin, dass große Teile des Gesetzes zur Bekämpfung der organisierten Kriminalität gegen die Menschenwürde verstoßen und deshalb verfassungswidrig sind.
Während die Änderung von Art. 13 GG durch das Gericht nicht beanstandet wurde, erklärten die Richter zahlreiche Ausführungsbestimmungen der Strafprozessordnung für nicht verfassungskonform. Insbesondere dürfe die Überwachung nur noch bei dem Verdacht auf besonders schwere Straftaten angeordnet werden. Von der besonderen Schwere einer Straftat im Sinne des Art. 13 Abs. 3 GG ist nur auszugehen, wenn sie der Gesetzgeber mit einer höheren Höchststrafe als fünf Jahre Freiheitsstrafe bewehrt hat.
Gespräche zwischen engen Angehörigen dürfen nur abgehört werden, wenn alle Beteiligten verdächtig sind und das Gespräch strafrechtlich relevanten Inhalt hat. Sind diese Voraussetzungen nicht erfüllt, sind entsprechende Aufzeichnungen nicht nur als Beweismittel wertlos, sondern dürfen gar nicht erst vorgenommen werden. Durch diese Norm wird die bisherige Praxis automatisierter Mitschnitte als nicht verfassungsgemäß verworfen. Um Verfassungsmäßigkeit im Vollzug der Überwachung herzustellen, muss nunmehr die Überwachung aktiv durch einen Beamten verfolgt werden, der erforderlichenfalls die Überwachung abbricht, sobald die vom Gericht genannten Voraussetzungen nicht mehr vorliegen.
Die Beibehaltung des geänderten Art. 13 GG impliziert, dass der Große Lauschangriff als äußerstes Mittel der Strafverfolgung als verfassungskonform anzusehen ist. Konsequenterweise billigt das Gericht, entgegen der ursprünglichen Intention des Art. 13 GG, dem Bürger keinen vor staatlichem Zugriff geschützten Raum zu. Stattdessen begrenzt das Urteil das Zugriffsrecht des Staates auf die Privatsphäre auf solche Situationen, aus denen für die Gemeinschaft erhebliche Gefahren erwachsen können. Die absolute Norm der geschützten Privatsphäre wird somit durch einen relativierenden Schutz persönlicher Gesprächsinhalte ersetzt. Diese sind jedoch auch nur dann geschützt, wenn sie keinen (nach Meinung der Polizei) „strafrechtlich relevanten Inhalt“ haben. Der Schutz der innersten Privatsphäre wird damit letztendlich ins Ermessen der Polizei verlegt.
Das Urteil musste bis zum 30. Juni 2005 in einem neuen Gesetz umgesetzt worden sein. Solange der Gesetzgeber nicht gehandelt hat, muss die Polizei das Urteil des Bundesverfassungsgerichts umsetzen.
Zur Urteilsbegründung heißt es:
„Zur Unantastbarkeit der Menschenwürde gehört die Anerkennung eines absolut geschützten Kernbereichs privater Lebensgestaltung. Jede Erhebung von Informationen aus diesem Bereich muss abgebrochen werden. Jede Verwertung ist ausgeschlossen. (Urteil zum Großen Lauschangriff vom 3. März 2004)“

#### Minderheitsvotum
Den Richterinnen Renate Jaeger und Christine Hohmann-Dennhardt ging das Urteil nicht weit genug. Über die entsprechenden Regelungen der Strafprozessordnung hinaus sei auch die Grundgesetzänderung verfassungswidrig, heißt es in ihrem abweichenden Votum vom 3. März 2004. Sie berufen sich dabei auf die sogenannte „Ewigkeitsklausel“ des Grundgesetzes, wonach Änderungen an den Verfassungsgrundsätzen der Art. 1 und Art. 20 GG mit dem Ziel von deren Einschränkung grundsätzlich unzulässig sind. Insbesondere wurde an der Grundgesetzänderung kritisiert, dass sie zwar eine Reihe von materiell- und verfahrensrechtlichen Hürden gegen das Belauschen von Privatwohnungen aufstellt, jedoch keine, die das Belauschen von „Gesprächssituationen höchstpersönlicher Art“ zwingend verböte. Die Mehrheit der Richter begegnete diesem Einwand mit dem Argument, im Wege einer verfassungskonformen Auslegung – insbesondere unter Beachtung des Art. 1 Abs. 1 GG und des Grundsatzes der Verhältnismäßigkeit – erlaube Art. 13 GG nur solche einfachgesetzlichen Regelungen und darauf gestützte Maßnahmen, die Art. 79 Abs. 3 GG i. V. m. Art. 1 Abs. 1 GG unangetastet ließen. Die Funktion des eigentlich sachlich einschlägigen Schrankengebäudes des Art. 13 Abs. 3 GG wird dadurch freilich implizit in Frage gestellt.
Daneben argumentieren die Richterinnen, dass angesichts der inzwischen technisch möglichen Totalüberwachung dem in Art. 13 GG formulierten Schutz der Privatsphäre ein viel größerer Stellenwert beizumessen sei, als es sich die Mütter und Väter des Grundgesetzes einst überhaupt haben vorstellen können.

#### Einschätzung in den Medien
In der Presse wurde die Entscheidung überwiegend als eine seit Langem überfällige Rückbesinnung auf die Kernelemente des Rechtsstaats begrüßt. Nach einer langen Reihe immer weiter gehender Aushöhlungen des Rechtsstaates durch die Politik unter dem Vorwand der Verbrechensbekämpfung sei durch die Richter deutlich gemacht worden, dass es definitive Grenzen der Relativierung der Grundrechte durch Strafgesetze gebe. Die erheblichen Erschwernisse, die das Gericht dem Vollzug der Überwachung auferlegt, werden als eine De-facto-Aushebelung des Großen Lauschangriffs betrachtet.
Die Würdigung der tatsächlichen Durchführung des Großen Lauschangriffs liefert Gegnern wie Befürwortern der Regelung gleichermaßen Argumente: Die Tatsache, dass in fünf Jahren 119 Überwachungsmaßnahmen durchgeführt wurden, wird von den Befürwortern der Regelung als Beweis dafür angesehen, dass von einer flächendeckenden Bespitzelung keine Rede sein könne; umgekehrt argumentieren die Kritiker, die relativ niedrige Zahl der Überwachungen zeige, dass der Nutzen der Regelung weit geringer sei als von den Befürwortern behauptet und von ihrer grundrechtlichen Fragwürdigkeit bei Weitem überwogen werde.
Im Vorfeld der Entscheidung des Bundesverfassungsgerichts waren im Lager der Unionsparteien bereits Überlegungen angestellt worden, die akustische Wohnraumüberwachung durch eine optische Wohnraumüberwachung („Spähangriff“) zu ergänzen. Dazu stehen für das BSI, das BKA und den Verfassungsschutz zur Erprobung Terahertz/Millimeterwellensysteme von Thyssen Krupp bereit. Zu Evaluationszwecken wurden nach dem Ground-Range-Radar-Prinzip Entfernungen bis zu 850 km realisiert. Diese Technologie wird zurzeit per Klage verboten, dennoch ist der BMI nicht bereit, auf einen Einsatz zu verzichten. Nach übereinstimmender Meinung der Presse wird diesen Überlegungen nach Bekanntgabe der Entscheidung zum Großen Lauschangriff keine Chance auf Umsetzung mehr eingeräumt.
Aus dieser weitgehenden Übereinstimmung über den Geist des Richterspruchs erklärt sich das große öffentliche Echo, auf das die Vorlage des Referentenentwurfs im Juli 2004 stieß: Zahlreiche der im Entwurf vorgesehenen Änderungen waren dem Geist des Richterspruchs diametral entgegengesetzt und verschärfen die vom Gericht kritisierten Punkte sogar noch. Allgemein herrscht in der Presse die Einschätzung, dass auf dem Entwurf zwar „Zypries draufstehe“, aber „Schily drin“ sei, wobei auch gerne auf die Zeit verwiesen wird, die Brigitte Zypries als Staatssekretärin Otto Schilys im Bundesinnenministerium verbracht hat.

### Chronologie
- 19. Mai 1995: Innenministerkonferenz spricht sich für „Großen Lauschangriff“ aus.
- 25. September 1995: FDP startet parteiintern eine Mitgliederbefragung zum „Großen Lauschangriff“, wobei nahezu zwei Drittel der Einführung dieser Maßnahme zustimmen.
- 14. Dezember 1995: Als Reaktion auf dieses Ergebnis legt Sabine Leutheusser-Schnarrenberger ihr Amt als Bundesjustizministerin nieder.
- 16. Januar 1998: Der Bundestag beschließt mit den Stimmen der CDU/CSU, FDP und Teilen der SPD die Einschränkungen des Grundgesetzartikels 13 (Ja: 452 Stimmen; Nein: 184 Stimmen; Enthaltungen: 5).
- 6. Februar 1998: Der Bundesrat beschließt die Grundgesetzänderung, ruft aber den Vermittlungsausschuss an, um die Ausführungsgesetze überprüfen zu lassen.
- 2. März 1998: Der Vermittlungsausschuss fordert, die Schutzgarantien des Art. 13 GG für Personen in besonderer Vertrauensstellung (z. B. Pfarrer, Ärzte) unvermindert fortgelten zu lassen.
- 5. März 1998: Der Bundestag folgt mehrheitlich der Forderung des Vermittlungsausschusses. Die Regierung Helmut Kohl erleidet dadurch zum ersten Mal seit 1982 eine Abstimmungsniederlage.
- 6. März 1998: Die im Bundestag beschlossene Änderung wird durch den Bundesrat abschließend mit 39 gegen 30 Stimmen verabschiedet.
- März 1999: Sabine Leutheusser-Schnarrenberger, Burkhard Hirsch, Gerhart Baum und weitere FDP-Mitglieder erheben vor dem Bundesverfassungsgericht Beschwerde gegen die Änderung des Art. 13 GG.
- 18. Mai 2000: In Mecklenburg-Vorpommern wird der „Große Lauschangriff“ durch Beschluss des Landesverfassungsgerichts stark erschwert.
- 1. Juli 2003: Mündliche Verhandlung vor dem Bundesverfassungsgericht über die Vereinbarkeit des „Großen Lauschangriffs“ mit dem Grundgesetz.
- 3. März 2004: Das Bundesverfassungsgericht bewertet den „Großen Lauschangriff“ zwar als mit dem Grundgesetz vereinbar, annulliert aber zahlreiche Ausführungsbestimmungen und stellt erhebliche Anforderungen an die Durchführung des „Großen Lauschangriffs“.
- 10. Juli 2004: Das Bundesjustizministerium präsentiert einen Referenten-Entwurf zur Änderung der vom Bundesverfassungsgericht als nicht verfassungskonform erklärten Regelungen. Die sich entwickelnde heftige öffentliche Kritik am Entwurf, der nach Auffassung der Kritiker dem Sinn des Richterspruchs völlig entgegensteht, führt dazu, dass der Entwurf zurückgezogen wird.
- 24. Juni 2005: Das Parlament beschließt ein Gesetz zur Umsetzung des Richterspruchs[11] und fasst Bestimmungen der Strafprozessordnung neu.

### Nutzungshäufigkeit
2005 ordneten Gerichte in sieben Verfahren eine akustische Wohnraumüberwachung an, 2006 in drei Fällen, 2007 in zehn Fällen und 2008 in sieben Fällen. Vor 2005 lag die Zahl bei rund 30 Genehmigungen pro Jahr. Den Rückgang hat größtenteils das oben erwähnte Urteil des Bundesverfassungsgerichts zur Eingrenzung des Großen Lauschangriffs verursacht.

## Lauschangriff in Österreich
In Österreich steht Lauschangriff für die „optische und akustische Überwachung von Personen unter Verwendung technischer Mittel“. Diese neue Form der Beweisgewinnung ist in Österreich seit 1997 in § 136 StPO geregelt. Überwacht werden nichtöffentliches Verhalten bzw. Äußerungen von Personen in Form von Bild- und Tonübertragung und -aufzeichnung. Im Normalfall muss die Ratskammer (ein aus drei Richtern bestehender Senat) zustimmen. Kontrolliert und geprüft wird die Anordnung und Durchführung des Lauschangriffes durch die unabhängigen Rechtsschutzbeauftragten. Anfangs wurde der Lauschangriff nur unter Probe eingeführt, da es erhebliche Bedenken gegen Eingriffe in die Privatsphäre gab. Doch mittlerweile ist diese Form der Überwachung zur Verbrechensbekämpfung bei allen großen politischen Parteien in Österreich unumstritten.
Erstmals angewandt wurde er im Mai 1999 im Zuge der „Operation Spring“. Lauschangriffe werden in Österreich in der Regel von der Sondereinheit für Observation durchgeführt. Der Große Lauschangriff gewann wieder an Aufmerksamkeit im Wiener Neustädter Tierschützerprozess, bei dem das Schicksal 13 unschuldiger Tierrechtler verhandelt wurde. Im Ermittlungsverfahren kam der Große Lauschangriff ohne das Vorliegen einer Straftat zum Einsatz und ist somit sehr umstritten.